# Chung Il-kwon
Chung Il-kwon (hangul: 정일권, hanja: 丁一權, Ussuriisk, 21 de noviembre de 1917-Honolulu, 17 de enero de 1994) militar y político surcoreano, fue el comandante en jefe de las tropas surcoreanas durante la guerra de Corea y después primer ministro y ministro de asuntos exteriores de Corea del Sur. Su seudónimo era Cheongsa (청사, 淸史).

## Biografía
Chung nació en 1917, en Ussuriisk en el Extremo Oriente ruso bien en Kyongwon en la provincia del Hamgyong en el norte de la península coreana en la época de la ocupación japonesa. Formado en la academia militar de Tokio, comenzó su carrera en el ejército imperial japonés en el que sirvió con el grado de capitán durante la Segunda Guerra Mundial. Finalizada la guerra se integró primero en el ejército de la China Nacionalista pasando luego a formar parte del ejército sudcoreano, recién creado por entonces. Con 32 años de edad, condujo estas tropas durante casi toda la guerra de Corea y a partir de ese momento fue considerado un héroe nacional.
Chung deja el ejército en 1957 con el grado de general de cuatro estrellas. Tras ser elevada la legación de Corea del Sur en París a la categoría de embajada, el 16 de junio de 1959 es designado como primer embajador de Corea en Francia Posteriormente, es nombrado por primera vez embajador en los Estados Unidos en 1960 (cesando en 1961) para ser nombrado de nuevo desde 1963 a 1964.
Estudió ciencias políticas en la Universidad de Oxford y relaciones internacionales en la de Harvard.
Estrechamente ligado al general Park Chung-hee, tras el acceso al poder de este, ocupó altos cargos en su gobierno. Desde el 17 de diciembre de 1963 hasta el 24 de julio de 1964 asumió la cartera de ministro de asuntos exteriores, así como desde el 17 de diciembre de 1966 hasta el 29 de junio de 1967. Pero sobre todo, entre el 10 de mayo de 1964 y el 20 de diciembre de 1970 desempeñó el cargo de primer ministro.
Fue igualmente conocido por su implicación en el escándalo del Koreagate, una tentativa de presión de algunos políticos coreanos sobre parlamentarios de los Estados Unidos tendente a evitar la retirada de las tropas americanas de Corea.
Chung Il-kwon murió a la edad de 76 años a consecuencia de un cáncer en un hospital de Hawaï.

## Obras
- Guerra y Tregua (전쟁과 휴전)
- Memorias de Chung Il-kwon (정일권 회고록)